# Xestia bicolor
Xestia bicolor là một loài bướm đêm trong họ Noctuidae.